# فيليب سوير
فيليب سوير (بالإنجليزية: Philip Sawyer)‏ هو دراج أسترالي، ولد في 29 ديسمبر 1951.

## وصلات خارجية
- فيليب سوير على موقع أرشيف الدراجات (الإنجليزية)
- فيليب سوير على موقع إحصائيات الدراجات الإحترافية (الإنجليزية)
- فيليب سوير على موقع أوليمبيديا (الإنجليزية)
- فيليب سوير على موقع اللجنة الأولمبية الأسترالية (الإنجليزية)